# Viviane Romance
Viviane Romance, född 4 juli 1912 i Roubaix, Frankrike, död 25 september 1991 i Nice, Frankrike, var en fransk skådespelare. Hon medverkade i fler än 60 franska filmer och gjorde flera huvudroller på framförallt 1940-talet.

## Filmografi, urval
- 1936 – Jean från Paris
- 1937 – Aristokraternas klubb
- 1937 – Puritanen och gatflickan
- 1938 – Puritanen och gatflickan
- 1946 – Panik
- 1949 – Kvinna i Marseille
- 1963 – Steg för steg
- 1974 – Nada